# Magritte/Beste Hauptdarstellerin

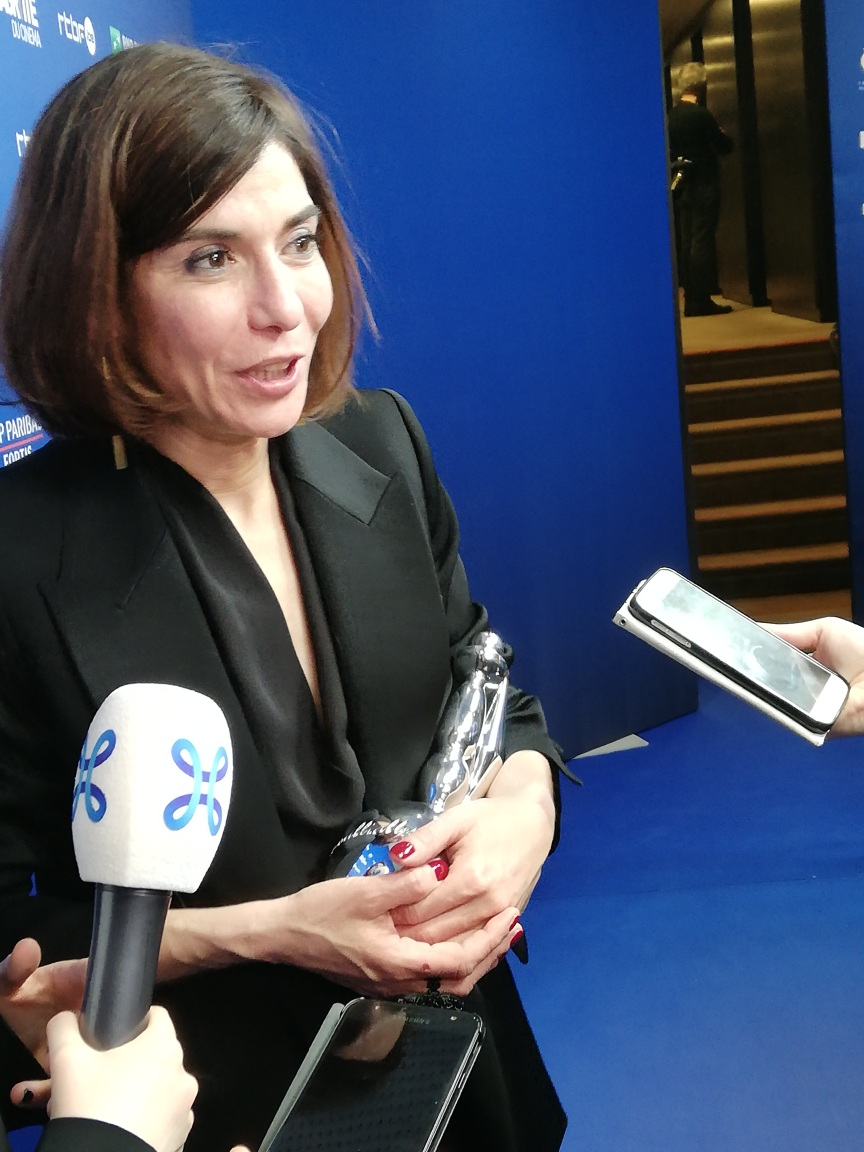
Die Preisträgerin von 2012, 2019, 2024 und 2025: Lubna Azabal mit dem Magritte (2019)

Gewinnerinnen und Nominierte des belgischen Filmpreises Magritte in der Kategorie Beste Hauptdarstellerin (Meilleure actrice) seit der ersten Verleihung im Jahr 2011. Ausgezeichnet werden die besten Schauspielerinnen einheimischer Filmproduktionen des vergangenen Kinojahres.
| Statistik                         | Name             | Anzahl | Jahr                                           |
| --------------------------------- | ---------------- | ------ | ---------------------------------------------- |
| Häufigste Auszeichnungen          | Lubna Azabal     | 4      | 2012, 2019, 2024, 2025                         |
| Häufigste Nominierungen           | Lubna Azabal     | 8      | 2012, 2014, 2019, 2020, 2022, 2023, 2024, 2025 |
| Häufigste Nominierungen ohne Sieg | Cécile de France | 5      | 2011, 2012, 2018, 2019, 2020                   |
| Häufigste Nominierungen ohne Sieg | Yolande Moreau   | 5      | 2011, 2012, 2016, 2019, 2024                   |

Die unten aufgeführten Filme werden mit ihrem deutschen Verleihtitel (sofern vorhanden) angegeben. Danach folgt in Klammern und in kursiver Schrift der Originaltitel. Vorn steht der Name der Schauspielerin. 

## 2010er Jahre
2011
Anne Coesens – Illegal (Illégal)
- Cécile de France – Sœur Sourire – Die singende Nonne (Sœur Sourire)
- Yolande Moreau – Mammuth
- Aylin Yay – Maternelle

2012
Lubna Azabal – Die Frau die singt (Incendies)
- Cécile de France – Der Junge mit dem Fahrrad (Le Gamin au vélo)
- Isabelle de Hertogh – Hasta la vista
- Yolande Moreau – Où va la nuit

2013
Émilie Dequenne – À perdre la raison
- Christelle Cornil – Das Haus auf Korsika (Au cul du loup)
- Déborah François – Les Tribulations d’une caissière
- Marie Gillain – All unsere Wünsche (Toutes nos envies)

2014
Pauline Étienne – Die Nonne (La Religieuse)
- Lubna Azabal – Goodbye Morocco
- Déborah François – Mademoiselle Populaire (Populaire)
- Astrid Whettnall – In the Name of the Son (Au nom du fils)

2015
Émilie Dequenne – Nicht mein Typ (Pas son genre)
- Manah Depauw – Welcome Home
- Pauline Étienne – Tokyo Fiancée
- Déborah François – Maestro
- Ben Riga – Je te survivrai

2016
Veerle Baetens – Un début prometteur
- Annie Cordy – Zu Ende ist alles erst am Schluss (Les Souvenirs)
- Christelle Cornil – Jacques a vu
- Yolande Moreau – Voyage en Chine

2017
Astrid Whettnall – Der Krieg meiner Tochter (La Route d’Istanbul)

Virginie Efira – Victoria – Männer & andere Missgeschicke (Victoria)
- Jo Deseure – Un homme à la mer
- Marie Gillain – Mirage d’amour avec fanfare

2018
Émilie Dequenne – Das ist unser Land! (Chez nous)
- Lucie Debay – King of the Belgians
- Cécile de France – Eine bretonische Liebe (Ôtez-moi d’un doute)
- Fiona Gordon – Barfuß in Paris (Paris pieds nus)

2019
Lubna Azabal – Tueurs
- Cécile de France – Der Preis der Versuchung (Mademoiselle de Joncquières)
- Yolande Moreau – I Feel Good
- Natacha Régnier – Une part d’ombre

## 2020er Jahre
2020
Veerle Baetens – Duelles
- Lubna Azabal – Tel Aviv on Fire
- Anne Coesens – Duelles
- Cécile de France – Eine größere Welt (Un monde plus grand)

2021
nicht vergeben

2022
Jo Deseure – Madly in Life (Une vie démente)
- Lubna Azabal – Adam
- Lucie Debay – Madly in Life (Une vie démente)
- Virginie Efira – Was dein Herz dir sagt – Adieu ihr Idioten! (Adieu les cons)

2023
Virginie Efira – Revoir Paris
- Lubna Azabal – Rebel
- Lucie Debay – Lucie perd son cheval
- Babetida Sadjo – Juwaa

2024
Lubna Azabal – Das Blau des Kaftans (Le Bleu du caftan)
- Lucie Debay – Le syndrome des amours passées
- Yolande Moreau – La Fiancée du poète
- Mara Taquin – La Petite

2025
Lubna Azabal – Amal
- Selma Alaoui – Durch die Nacht (Quitter la nuit)
- Veerle Baetens – Durch die Nacht (Quitter la nuit)
- Émilie Dequenne – TKT